# Roio del Sangro
Roio del Sangro é uma comuna italiana da região dos Abruzos, província de Chieti, com cerca de 158 habitantes. Estende-se por uma área de 11 km², tendo uma densidade populacional de 14 hab/km². Faz fronteira com Castiglione Messer Marino, Monteferrante, Rosello, Villa Santa Maria.

## Demografia
| Variação demográfica do município entre 1861 e 2011                               |
|                                                                                   |
| Fonte: Istituto Nazionale di Statistica (ISTAT) - Elaboração gráfica da Wikipedia |